# Liste der Kulturdenkmäler in Esch (bei Wittlich)
In der Liste der Kulturdenkmäler in Esch sind alle Kulturdenkmäler der rheinland-pfälzischen Ortsgemeinde Esch aufgeführt. Grundlage ist die Denkmalliste des Landes Rheinland-Pfalz (Stand: 10. August 2023).

## Einzeldenkmäler
| Bezeichnung                           | Lage                        | Baujahr                  | Beschreibung                                                                  | Bild            |
| ------------------------------------- | --------------------------- | ------------------------ | ----------------------------------------------------------------------------- | --------------- |
| Katholische Filialkirche St. Nikolaus | Auf der Burg 2a Lage        | 1408                     | spätgotischer Chor, 1408, zweiachsiger Saal, 1771                             | BW              |
| Koppensteinkreuz                      | Brunnenstraße Lage          | 1653                     | Schaftkreuz, bezeichnet 1653                                                  | Fotos hochladen |
| Bildstock                             | Römerstraße, vor Nr. 1 Lage | 1623                     | bezeichnet 1623                                                               | Fotos hochladen |
| Wohnhaus                              | Römerstraße 4/6 Lage        | 17. oder 18. Jahrhundert | zweigeschossiger Krüppelwalmdachbau, im Kern aus dem 17. oder 18. Jahrhundert | BW              |